# غافين موريسون
غافين موريسون (بالإنجليزية: Gavin Morrison)‏ (3 يناير 1990 بإنفرنيس في المملكة المتحدة - ) هو مدرب كرة قدم ولاعب كرة قدم بريطاني في مركز الوسط. لعب مع نادي إنفرنيس وإلغين سيتي ‏ وBrora Rangers F.C. ‏ وGrindavík (men's football) ‏.

## وصلات خارجية
- غافين موريسون على موقع قاعدة بيانات كرة القدم.إي يو (الإنجليزية)
- غافين موريسون على موقع Soccerway.com (الإنجليزية)